# Cordillera del Tigre

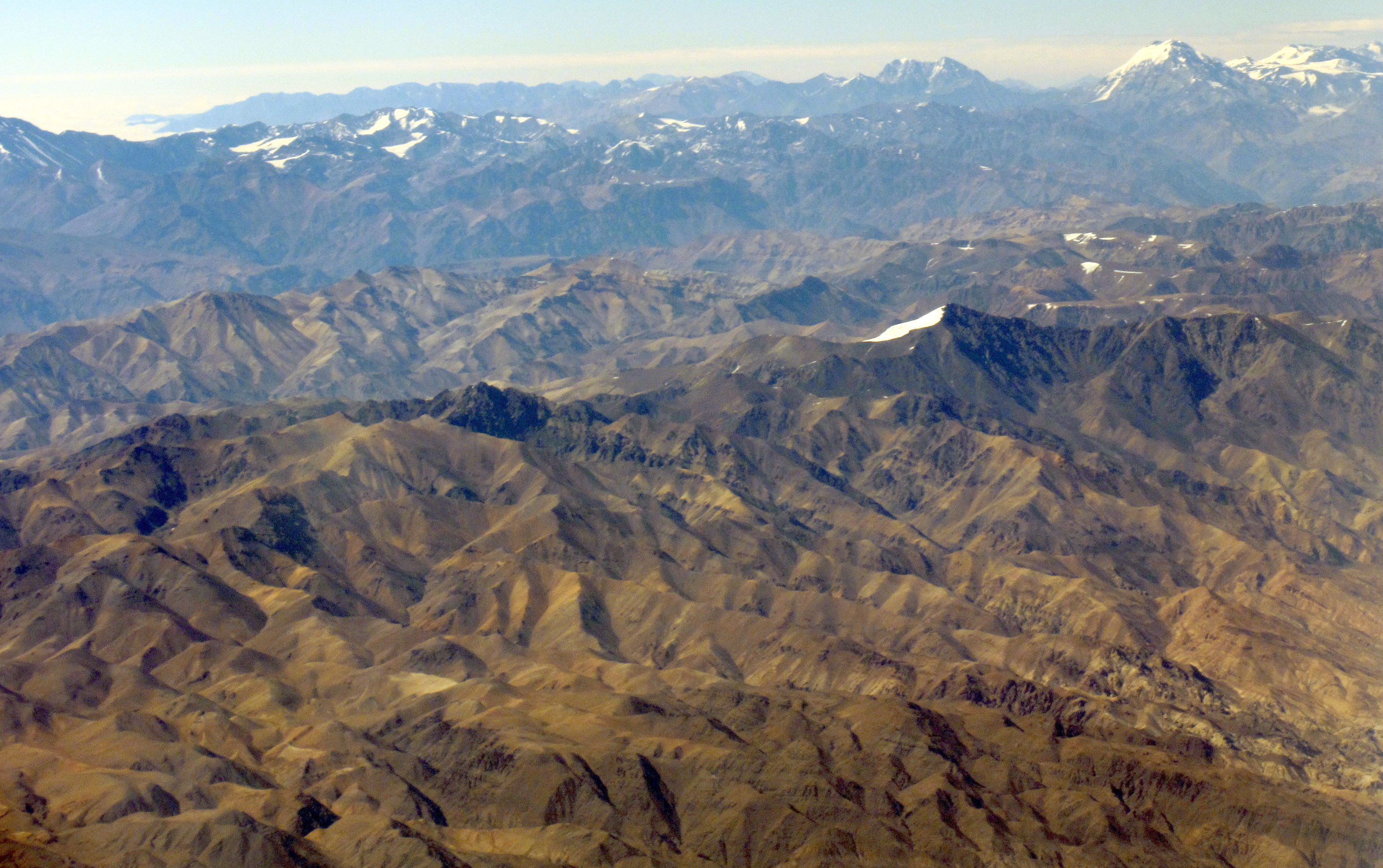
La Cordillera del Tigre con el Cerro del Tambillo (5653 m s.n.m.) glaciado

La cordillera del Tigre forma parte de la Cordillera de los Andes, en las provincias de San Juan y Mendoza, Argentina. En Mendoza la localidad se Uspallata, se encuentra en proximidades de la cordillera del Tigre a unos 15 km al sur.
La cordillera del Tigre forma parte de la Cordillera Frontal que es paralela a la Cordillera Principal, la cordillera del Tigre se extiende por unos 100 km en dirección norte-sur al este del Aconcagua y paralela al Valle de las Vacas. Entre las montañas que la componen se encuentra el cerro Durazno ( 4 450 m de altura), el cerro Barauca (5 400 m), el Cerro los Tambillos (5 570 m), el cerro Grande, el cerro Chiquero.